# Radio Magallanes (Santiago)
Radio Magallanes fue una estación radial chilena propiedad del Partido Comunista de Chile que estuvo en el aire desde el 1 de agosto de 1957 hasta el 11 de septiembre de 1973, día en que sus operaciones fueron clausuradas debido al golpe de Estado.

## Historia

### Orígenes
Esta radioemisora nace a partir de la compra de la "Radio O'Higgins", la cual poseía el indicativo CB-146, por parte de la Radio La Voz del Sur de Punta Arenas. En honor a sus propietarios, quienes provenían de la Provincia de Magallanes, la radio fue rebautizada a "Radio Magallanes". La compra de la estación de radio marcó un hito en radiotelefonía nacional al ser la primera vez que una radio de provincia operaba una radio en Santiago.
En ese momento pasó a formar parte de Radioemisoras Unidas, una cadena radial propiedad de la Sociedad Explotadora de Tierra del Fuego. A principios de los años 1960 pasó a transmitir en el 1010 kHz, reemplazando a la Radio Yungay, la cual se trasladó a la frecuencia utilizada por Radio Magallanes (1460 kHz). Utilizó como auditorio las instalaciones del antiguo Teatro L’Atelier. El 4 de noviembre de 1971 se trasladó a la frecuencia CB-138, por lo que su antigua señal CB-101 pasó a ser ocupada por Radio Presidente Balmaceda debido al reordenamiento de señales tras el debut de Radio Luis Emilio Recabarren en el CB-130.

### Cierre
Durante la Unidad Popular, Radio Magallanes se convirtió en el portavoz oficial del Partido Comunista de Chile, siendo cabecera de red de "La Voz de la Patria" junto con otras emisoras adscritas al gobierno de Salvador Allende, tales como Corporación, Nacional, Portales, Sargento Candelaria (filial de radio Portales), Luis Emilio Recabarren y la radio de la Universidad Técnica del Estado.
Para el golpe de Estado del 11 de septiembre de 1973 junto con la Radio Corporación y Radio Portales eran las únicas que tenían línea telefónica directa a La Moneda. Radio Magallanes comenzó a transmitir el Himno Nacional, para pasar a retransmitir los primeros mensajes de Allende divulgados por Radio Corporación hasta que esta fue silenciada debido al bombardeo a sus antenas realizadas por la Fuerza Aérea de Chile, que fue denominada "Operación silencio".
Siendo ya la única emisora partidaria del gobierno de la Unidad Popular que seguía en pie, transmitió el último mensaje de Salvador Allende a la Nación. Alrededor de las 10:20 la emisora fue sacada del aire. Después de ser silenciada, la planta transmisora de Radio Magallanes en Renca fue allanada por efectivos del Ejército de Chile que ingresaron a los equipos transmisores y a la antena para acallar y apagar las transmisiones de la última radio a favor del gobierno de Salvador Allende. En la planta transmisora de Renca se encontraban los periodistas Jesús Díaz y Carmen Torres y uno de los locutores de la radioemisora, Agustín "Cucho" Fernández, acompañando al radiocontrolador de planta de la antena en Renca, Sergio Contreras.
Luego de emitir el último discurso de Salvador Allende, Radio Magallanes transmitió una última alocución, la cual fue cortada abruptamente para transmitir la canción "El pueblo unido jamás será vencido" del grupo Quilapayún, para nuevamente ser interrumpida abruptamente cerca de las 10:20, apenas un minuto y medio de que haberle dado inicio a la canción. La planta transmisora fue allanada por parte del Ejército y los periodistas fueron detenidos en el momento y llevados al edificio del Banco del Estado de Chile en Bandera con la Alameda junto al resto de periodistas detenidos.
Durante la dictadura militar chilena, Radio Moscú en español, en frecuencia de onda corta, transmitía un programa a nombre de Radio Magallanes.
Después del cierre de Radio Magallanes, sus operadores, radiocontroladores y algunos periodistas permanecieron en la radioemisora hasta el 13 de septiembre y aprovechando esos momentos respaldaron en copias de cintas de audio el último discurso de Salvador Allende en 40 copias antes de abandonar definitivamente la radioemisora. Las copias fueron publicadas en YouTube por primera vez el 26 de septiembre de 2005, y se pueden encontrar fácilmente allí.